# Alex Garff
Alex Garff, född Rasmussen 13 augusti 1904 på Frederiksberg, död 21 mars 1977 i Gentofte, var en dansk poet, översättare och lektor. Han var farfar till författaren Joakim Garff.
Alex Garff var son till hovmästaren Alex Niels Christian Rasmussen (1872-1942) och Harriet Emelie Hansen (1878-1957). Han bytte efternamn till Garff 1926. Han tog magisterexamen i danska och tyska från Köpenhamns universitet 1934 och arbetade därefter som adjunkt på Randers statsskole till 1946, då han flyttade tillbaka till Köpenhamn för att bli lektor på Aurehøj statsgymnasium i Gentofte. Han innehade denna tjänst till 1973. Han debuterade som poet 1933 med diktsamlingen Den bedende Dreng, tillägnad poeterna Helge Rode och Sophus Michaëlis. Redan året därpå gav han ut diktsamlingen Gyldne Grene, vilken följdes av Fuld af Foraar (1937) och Den syngende Bog (1942). De bästa dikterna ur dessa verk samlades i diktsamlingen Pigen og Spejlet, där titeln är tagen från en av hans mest kända dikter. Många av hans dikter har blivit tonsatta och han är upphovsmannen bakom den danska versionen av Luciasången (”Nu bæres lyset frem”). Från 1940-talet verkade Garff främst som översättare, bland annat verk av Goethe och Thomas Mann till danska. Tillsammans med Leo Hjortsø översatte han Homeros verk, Euripides Medea och Elektra. Han har även översatt svensk litteratur till danska.
För sitt författarskap har han tilldelats Holger Drachmann-legatet (1943), Helge Rode Legatet (1949), Johannes Ewalds Legat (1957) och Aarestrupmedaljen (1966). Han tilldelades Dansk Oversætterforbunds ærespris 1976 för sina litterära översättningar.